# Challenger de Cary 2024
El torneo Cary Tennis Classic 2024 fue un torneo de tenis perteneció al ATP Challenger Tour 2024 en la categoría Challenger 100. Se trató de la 12.ª edición, el torneo tuvo lugar en la ciudad de Cary (Estados Unidos), desde el 12 hasta el 18 de agosto de 2024 sobre pista dura al aire libre.

## Jugadores participantes del cuadro de individuales
| Preclasificado | País                    | Jugador          | Rank1 | Posición en el torneo |
| 1              | Bandera vacío           | Roman Safiullin  | 66    | CAMPEÓN               |
| 2              | Bandera de Francia      | Alexandre Müller | 77    | Primera ronda         |
| 3              | Bandera de Australia    | Adam Walton      | 86    | Primera ronda         |
| 4              | Bandera de Bélgica      | David Goffin     | 96    | Semifinales           |
| 5              | Bandera vacío           | Aslan Karatsev   | 100   | Segunda ronda         |
| 6              | Bandera del Reino Unido | Billy Harris     | 105   | Segunda ronda         |
| 7              | Bandera de Francia      | Luca Van Assche  | 111   | Segunda ronda         |
| 8              | Bandera de Francia      | Harold Mayot     | 112   | Primera ronda         |

- 1 Se ha tomado en cuenta el ranking del 5 de agosto de 2024.

### Otros participantes
Los siguientes jugadores recibieron una invitación (wild card), por lo tanto ingresan directamente al cuadro principal (WC):
- Tristan Boyer
- Braden Shick
- Cooper Williams

Los siguientes jugadores ingresan al cuadro principal tras disputar el cuadro clasificatorio (Q):
- Mattia Bellucci
- Gabriel Diallo
- Matteo Gigante
- Hong Seong-chan
- Kyrian Jacquet
- Emilio Nava

## Campeones

### Individual Masculino
- Roman Safiullin derrotó en la final a  Mattia Bellucci por 1–6, 7–5, 7–5

### Dobles Masculino
- John Peers /  John-Patrick Smith derrotaron en la final a  Federico Agustín Gómez /  Petros Tsitsipas por walkover